# Gordon Beckham
James Gordon Beckham III (ur. 16 września 1986) – amerykański baseballista występujący na pozycji drugobazowego.

## Przebieg kariery
Beckham studiował na University of Georgia, gdzie w latach 2006–2008 grał w drużynie uniwersyteckiej Georgia Bulldogs. W 2008 został wybrany w pierwszej rundzie draftu z numerem ósmym przez Chicago White Sox i początkowo występował w klubach farmerskich tego zespołu, między innymi w Charlotte Knights, reprezentującym poziom Triple-A. W Major League Baseball zadebiutował 4 czerwca 2009 w meczu przeciwko Oakland Athletics. W 2009 w głosowaniu do nagrody MLB Rookie of the Year Award zajął 5. miejsce.
W sierpniu 2014 przeszedł do Los Angeles Angels of Anaheim, zaś w styczniu 2015 powrócił do Chicago White Sox, podpisując roczny kontrakt. W grudniu 2015 został zawodnikiem Atlanta Braves, a we wrześniu 2016 San Francisco Giants. W lutym 2017 podpisał niegwarantowany kontrakt z tym klubem.
W marcu 2017 został zawodnikiem Seattle Mariners.